# Eupen (stacja kolejowa)
Eupen (fra: Gare d'Eupen) – stacja kolejowa w Eupen, w prowincji Liège, w Belgii. Znajduje się na linii 49 Welkenraedt - Raeren.
Stacja jest pętlą dla pociągu IC 01 łączącego Ostendę z Eupen. Ponadto kursują tutaj również pociągi pasażerskie w szczycie ruchu. 

## Linia autobusowe
| Nr linii | Trasa                                               |
| -------- | --------------------------------------------------- |
| 14       | Eupen – Eynatten – Aachen                           |
| 385      | Eupen – Monschau – Küchelscheid                     |
| 394      | Eupen – Büllingen – Sankt-Vith                      |
| 396      | Eupen – Kelmis – Vaals                              |
| 722      | Eupen – Raeren – Eynatten – Lichtenbusch / Köpfchen |